# Rick Meissen
Rick Meissen (Amsterdam, 24 februari 2002) is een Nederlands voetballer die als centrale verdediger voor Sparta Rotterdam speelt.

## Clubcarrière

### FC Utrecht
Meissen kwam via AVV Zeeburgia in de jeugdopleiding van FC Utrecht terecht, waar hij in februari 2020 zijn eerste profcontract tekende. De club legde hem voor drie jaar vast, inclusief een optie voor een extra jaar.
Op 19 maart 2021 debuteerde Meissen via Jong FC Utrecht in het betaald voetbal. In die wedstrijd startte hij in de basis tegen Helmond Sport. De wedstrijd werd uiteindelijk met 2–1 verloren. Sinds zijn debuut speelde hij bijna onafgebroken mee in Jong FC Utrecht. Daarnaast zat Meissen op 7 november 2021 voor het eerst bij de selectie van het eerste elftal van FC Utrecht. Zijn debuut in de hoofdmacht van de Utrechtse voetbalclub volgde enkele maanden later op 13 maart 2022. In de met 0–1 verloren thuiswedstrijd tegen PSV verving hij in minuut 82 ploeggenoot Djevencio van der Kust. Vervolgens zat hij de rest van het seizoen 2021/22 nog meermaals bij de wedstrijdselectie van het eerste elftal.
In de voorbereiding op het seizoen 2022/23 werd Meissen nadrukkelijk betrokken bij de selectie van het eerste elftal. Zo kreeg hij bijvoorbeeld de kans in een oefenwedstrijd tegen Queen's Park FC. Na de derde speelronde van de competitie heeft hij dat seizoen daarentegen niet meer bij de wedstrijdselectie van het eerste elftal gezeten. Wel ging hij in december 2022 wel mee op trainingskamp met het eerste elftal. Maar door de ruime concurrentie op zijn positie kon hij weinig rekenen op verdere kansen en was hij genoodzaakt zijn wedstrijden bij Jong FC Utrecht te blijven spelen.

### Sparta Rotterdam
Op 30 januari 2023 werd bekend dat Meissen de overstap naar Sparta Rotterdam zou maken, waar hij een drieënhalf jarig contract tot aan de zomer van 2026 tekende. In de overeenkomst werd eveneens een optie voor een extra seizoen opgenomen. Hij maakte op 24 februari 2023 zijn debuut tegen zijn voormalige werkgever FC Utrecht. In de extra tijd van de wedstrijd verving hij Shurandy Sambo. Sparta Rotterdam verloor de wedstrijd met 0–3. Na twee kortere invalbeurten kreeg hij op 8 april 2023 tegen AZ meer minuten, maar raakte hij na een sliding van Milos Kerkez geblesseerd. Hierdoor leek hij voor de rest van het seizoen uitgeschakeld te zijn. Uiteindelijk maakte Meissen in de laatste speelronde van de Eredivisie zijn rentree tegen FC Groningen (0–5 winst).

## Clubstatistieken

### Beloften
| Seizoen                    | Club            | Competitie     | Competitie | Competitie | Overig | Overig | Totaal | Totaal |
| Seizoen                    | Club            | Competitie     | Wed.       | Dlp.       | Wed.   | Dlp.   | Wed.   | Dlp.   |
| -------------------------- | --------------- | -------------- | ---------- | ---------- | ------ | ------ | ------ | ------ |
| 2020/21                    | Jong FC Utrecht | Eerste divisie | 9          | 0          | 0      | 0      | 9      | 0      |
| 2021/22                    | Jong FC Utrecht | Eerste divisie | 30         | 0          | 0      | 0      | 30     | 0      |
| 2022/23                    | Jong FC Utrecht | Eerste divisie | 19         | 0          | 0      | 0      | 19     | 0      |
| Carrièretotaal             | Carrièretotaal  | Carrièretotaal | 58         | 0          | 0      | 0      | 58     | 0      |
| Bijgewerkt op 17 juni 2023 |                 |                |            |            |        |        |        |        |

### Senioren
| Seizoen                    | Club             | Competitie      | Competitie | Competitie | Beker | Beker | Europees | Europees | Overig | Overig | Totaal | Totaal |
| Seizoen                    | Club             | Competitie      | Wed.       | Dlp.       | Wed.  | Dlp.  | Wed.     | Dlp.     | Wed.   | Dlp.   | Wed.   | Dlp.   |
| -------------------------- | ---------------- | --------------- | ---------- | ---------- | ----- | ----- | -------- | -------- | ------ | ------ | ------ | ------ |
| 2021/22                    | FC Utrecht       | Eredivisie      | 1          | 0          | 0     | 0     | –        | –        | 0      | 0      | 1      | 0      |
| 2022/23                    | FC Utrecht       | Eredivisie      | 0          | 0          | 0     | 0     | –        | –        | 0      | 0      | 0      | 0      |
| Clubtotaal                 | Clubtotaal       | Clubtotaal      | 1          | 0          | 0     | 0     | –        | –        | 0      | 0      | 1      | 0      |
| 2022/23                    | Sparta Rotterdam | Eredivisie      | 4          | 0          | 0     | 0     | –        | –        | 0      | 0      | 4      | 0      |
| Clubtotaal                 | Clubtotaal       | Clubtotaal      | 4          | 0          | 0     | 0     | –        | –        | 0      | 0      | 4      | 0      |
| Carrière totaal            | Carrière totaal  | Carrière totaal | 5          | 0          | 0     | 0     | –        | –        | 0      | 0      | 5      | 0      |
| Bijgewerkt op 17 juni 2023 |                  |                 |            |            |       |       |          |          |        |        |        |        |